# Claude Fauchet (rivoluzionario)
Claude François Fauchet (Dornes, 22 settembre 1744 – Parigi, 31 ottobre 1793) è stato un rivoluzionario francese.

## Biografia
Abate e vicario vescovile della diocesi di Bourges, nel 1789 fondò il giornale rivoluzionario La bouche de fer. Girondino, divenne vescovo statale del Calvados e membro dell'Assemblea legislativa.
Accusato di complicità con Charlotte Corday da François Chabot, fu ghigliottinato per volontà di Danton e Vadier.
Il corpo venne gettato in una fossa comune del Cimitero della Madeleine, insieme ai corpi dei compagni di partito.